# Holasice
Holasice är en ort i Tjeckien.   Den ligger i regionen Södra Mähren, i den sydöstra delen av landet, 190 km sydost om huvudstaden Prag. Holasice ligger 200 meter över havet och antalet invånare är 872.
Terrängen runt Holasice är platt. Runt Holasice är det ganska tätbefolkat, med 155 invånare per kvadratkilometer. Närmaste större samhälle är Brno, 13,2 km norr om Holasice. Trakten runt Holasice består till största delen av jordbruksmark.